# Katie Ball
Katie Ball (* 1986 oder 1987 in Perth) ist ein australisches Model.

## Leben und Karriere
Katie Ball wurde im westaustralischen Perth geboren. Nach dem Abitur arbeitete sie zunächst in Mailand als Model. Danach arbeitete sie in München und London mit bekannten Fotografen wie Rankin und Tim Walker für Magazine und Werbekampagnen. Durch ihre TV-Werbeauftritte für eine Wellnessmarke ist sie einem breiteren Publikum bekannt geworden. Das 174 cm große Model mit den Maßen 90-62-90 führt seinen beruflichen Erfolg unter anderem auf ihre markante Zahnlücke zwischen den Schneidezähnen zurück.
Katie Ball schreibt für das Magazin Harpers Bazaar eine wöchentliche Online-Koch-Kolumne. Gegenwärtig studiert sie an der University of Westminster und bereitet sich auf ihren Bachelorabschluss in Ernährungswissenschaften vor.
Katie Ball lebt in London.